# Agneza iz Montepulciana
Agneza iz Montepulciana (Montepulciano, 28. siječnja 1268. – Montepulciano, 20. travnja 1317.), talijanska dominikanka i svetica. Njezin spomendan se slavi 20. travnja.

## Životopis
Sveta Agneza se rodila u plemićkoj obitelji u Graccianu, kraj Montepulciana. S 9 godina života stupila je među dominikanke u samostanu Sacco. Sa samo 15 godina izabrana je za poglavaricu samostana uz papino odobrenje. Ubrzo se vraća u Montepulciano u mjesni samostan. Tamo je također izabrana za poglavaricu novonastale redovničke zajednice. Na tom položaju ostaje do smrti, 1317. godine.

## Štovanje
10. prosinca 1726. papa Benedikt XIII.ju je proglasio svetom te je uvrstio u zbor svetih djevica. 
Sveta Katarina Sijenska pošla je godine 1377. u Montepulciano da počasti relikvije sv. Agneze. Ona ju je nazivala: "naša majka, slavna Agneza" te sve pozivala da je nasljeduju jer ona je "pružila nauk i primjer prave poniznosti koja je kod nje bila glavna vrlina".
Nekoliko mjeseci nakon smrti počela su se događati razna čuda po zagovoru svetice. Godine 1510. tijelo svetice počelo se znojiti krvavim znojem. Zbog velikog broja vjernika koji su dolazili hodočastiti, tijelo je 1593. premješteno je na glavni oltar, a 1949. tijelo je zatvoreno u novi sarkofag. Njeno tijelo ostalo je do danas neraspadnuto. Dominikanski fratar, blaženi Rajmund iz Capue, je 1366. godine napisao njezin životopis.